# Juozas Palionis
Juozas Palionis (* 1. Dezember 1950 in Šaltinėnai, Rajongemeinde Prienai; † 17. Oktober 2011 in Lepelionys bei Prienai) war ein litauischer Politiker, Mitglied im Seimas.

## Leben
Nach dem Abitur 1969 an der Mittelschule absolvierte er 1974 das Diplomstudium der Hydrotechnik an der Lietuvos žemės ūkio akademija. 
Von 1974 bis 1975 lehrte er am Lehrstuhl für Melioration der Akademie. Ab 1975 arbeitete er in Raseiniai. Von 1986 bis 1990 war er Instruktor bei Lietuvos komunistų partija. 2003 war er Mitglied im Gemeinderat Prienai. 2000, von 2004 bis 2012 war er Mitglied im Seimas.
Ab 1986 war er Mitglied der KPdSU, von 1998 bis 2004 der Naujoji sąjunga, ab 2004 der Lietuvos socialdemokratų partija. 
Palionis war verheiratet. Sein Sohn Andrius Palionis (* 1975) ist Politiker, Mitglied im 13. Seimas.
Sein Grab befindet sich in Nemajūnai bei Birštonas.

## Bibliografie
- Lūkesčių lietus (dail. Ieva Bunokaitė). - Vilnius: Trys žvaigždutės, 2004. - 96 p.: iliustr. - ISBN 9955-454-88-1
- Žmonės ir darbai: Prienų krašto šviesuoliai. - Vilnius: Trys žvaigždutės, 2007. - 464 p.: iliustr. - ISBN 978-9955-641-63-6
- Gili žodžių versmė: Birštono ir Prienų krašto poetų kūryba (panaudoti Astridos Žilinskaitės ofortai). - Vilnius: Trys žvaigždutės, 2007. - 159 p.: iliustr. - ISBN 978-9955-641-46-9
- Artimi toliai: Birštono ir Prienų krašto poetų eilėraščiai. - Vilnius: Trys žvaigždutės, 2008. - 224 p.: iliustr. - ISBN 978-9955-641-69-8
- Pėdos tėviškės žemėje: Juozas Palionis – Lietuvos Respublikos Seimo narys 2000-2004, 2004-2008 metais. - Vilnius: Trys žvaigždutės, 2008. - 96 p.: iliustr. - ISBN 978-9955-641-79-7
- Pasidalinkime mintimis: aforizmai, eilėraščiai, epigramos. – Vilnius: Trys žvaigždutės, 2011. – 112 p. – ISBN 978-609-431-016-4